# Semuel van Praag
Semuel/Seml. van Praag (Amsterdam, 1823 – Den Haag, 19 oktober 1904) was een in Suriname actief jurist en politicus.
Hij werd geboren als zoon van Juda David van Praag en Sipora Marcus Samson. Hij was praktizijn bij het Surinaamse Hof van Justitie.
Van Praag was daarnaast van 1872 tot 1878 lid van de Koloniale Staten. Zijn broer Marcus Samson van Praag was koopman in Suriname en van 1878 tot 1903 eveneens Statenlid.
In 1894 vertrok Semuel van Praag na ruim vijftig jaar uit Suriname en keerde terug naar Nederland. Daar overleed hij in 1904, op dezelfde dag als zijn broer Marcus Samson, op 81-jarige leeftijd.